# 尊攘堂
尊攘堂（そんじょうどう）は、幕末、尊王攘夷運動で倒れた志士が祀られ、その肖像・遺墨などが保存されている堂。明治20年（1887年）品川弥二郎が吉田松陰の遺志を継いで建造したもので、現在は京都大学構内にある。

## 概略
吉田松陰は京都に尊攘堂を建てて、勤王の志士を祀り、人々の心を奮い立たせようという志を抱いていたが果たさず、安政6年（1859年）10月門人の入江九一に託して刑死した。しかし入江もまた元治元年（1864年）7月の禁門の変で死去し、松蔭の遺志は遂げられなかった。
門人の品川弥二郎がこれを偶然知り、師の遺志を果たそうと明治20年（1887年）ドイツから帰国すると京都高倉通錦小路に尊攘堂を建造し、勤王志士の霊を祀り、志士の殉難の史料、遺墨、遺品などを収集し、祭儀を営み、一般の参拝を許し、収蔵品を観覧させた。しかし品川は一家のものとするのを潔しとせず、京都在住の有志から保存委員20余名を選定し、将来のことを委託したが、明治33年（1900年）2月死去すると、松蔭が京都に大学を興そうとした素志に基づいて10月尊攘堂およびその収蔵品を京都帝国大学に寄贈することになり、1903年同大学構内（現在の京都大学吉田キャンパス）に新築寄贈した。
京都帝大では尊攘堂のために春秋2回祭典を行い、のち毎年秋に小祭を執行し、3年ごとに大祭を修することとなった。収蔵品は大学附属図書館が管理し、篤志家に随時観覧させた。
その後尊攘堂収蔵の寄贈資料は大学附属図書館に「維新特別資料」として移管、尊攘堂の建物自体は幾度かの転変を経て1989年以降は京都大学埋蔵文化財研究センターの資料室として、同大学構内における埋蔵文化財調査成果の保存・展示目的に使用されており、1998年に国の登録有形文化財として登録された。